# Mimetaster
Mimetaster é um artrópode marrelomorfo que viveu durante o período Devoniano.

## Crescimento
O modo de crescimento do Mimetaster é bem parecido com o do artrópode Vachonisia. De acordo com três fósseis juvenis de Mimetaster, o número de segmentos do tronco aumenta do juvenil para o adulto. Considera-se que o artrópode vivia em grupos de vários indivíduos. Uma relação mutualística com esponjas de afinidades desconhecidas é mais provável.